# Уокер, Джозеф Маршалл
Джозеф Маршалл Уокер (англ. Joseph Marshall Walker; 1 июля 1784, Новый Орлеан, Луизиана — 26 января 1856, там же) — американский военный и политик, 13-й губернатор Луизианы.

## Биография

### Ранние годы
Джозеф Маршалл Уокер родился во французском квартале Нового Орлеана, штат Луизиана. Его отец был англичанином, а мать — креолкой. В то время Луизиана была колонией Испании. В 1807 году Уокер отправился в Мексику, где присоединился к испанской армии. Он сначала служил лейтенантом драгун, а позже стал преподавать в военной школе в Чиуауа.
После начала Англо-американской войны в 1812 году, Уокер вернулся в Новый Орлеан и поступил на службу в милицию Луизианы. Он принимал участие в битве за Новый Орлеан в Шалметте.

### Политическая карьера
В 1820 году Уокер был избран в Палату представителей Луизианы от Демократической партии. 22 января 1822 года он стал бригадным генералом Первой бригады милиции штата, одновременно оставаясь членом Палаты представителей. Уокер был переизбран в 1822, 1832 и 1836 годах. Он принимал активное участие в организации милиции штата, которая заслужила хорошую репутацию своей организованностью и дисциплинированностью.
В 1846 году Уокер занимал пост казначея штата.
В 1849 году Уокер баллотировался на пост губернатора Луизианы. Он победил на выборах представителей партии вигов генерала Александра Де Клуэ и Дункана Кеннера. 28 января 1850 года он стал первым губернатором, чья инаугурация прошла в новом здании Капитолия в столице штата Батон-Руж. На посту губернатора Уокер организовал систему бесплатных государственных школ для белых детей.
Многие выступали против Конституции штата 1846 года, поэтому в 1852 году была принята её новая редакция. Уокер решительно возражал против этого документа, и в следующем году подал в отставку. Он удалился со своей семьёй на плантацию в приходе Рэпидс, Луизиана. Он отклонил предложение Демократической партии стать кандидатом в члены Палаты представителей США. Джозеф Маршалл Уокер умер три года спустя в 1856 году и был похоронен на своей плантации.